# Sasha Gollish
Sasha Gollish (née le 27 décembre 1981 à Toronto) est une athlète canadienne.

## Palmarès
| Date | Compétition        | Lieu    | Résultat | Épreuve | Temps         |
| ---- | ------------------ | ------- | -------- | ------- | ------------- |
| 2015 | Jeux panaméricains | Toronto | 2e       | 1 500 m | 4 min 10 s 11 |